# Imation
Imation Corporation (NYSE: IMN – międzynarodowa korporacja z siedzibą w Stanach Zjednoczonych, zajmująca się przede wszystkim badaniami naukowymi w zakresie elektroniki cyfrowej oraz produkcją nośników cyfrowego przechowywania danych. 
Spółka powstała 1 lipca 1996 w Maplewood w wyniku wyodrębnienia się z 3M. Dział tej firmy, zajmujący się cyfrowym przechowywaniem danych i nośnikami filmowymi, został wydzielony (spin off), co dało początek nowej firmie – Imation Corporation, która wkrótce sprzedała oddział zajmujący się medycznymi nośnikami filmowymi i lampami rentgenowskimi oraz akcesoriami fotograficznymi, koncentrując swoją uwagę na technologiach cyfrowego przechowywania danych. Nazwa przedsiębiorstwa ma źródło w trzech słowach: imaging (obrazowanie, odwzorowanie), information (informacja) oraz imagination (wyobraźnia).

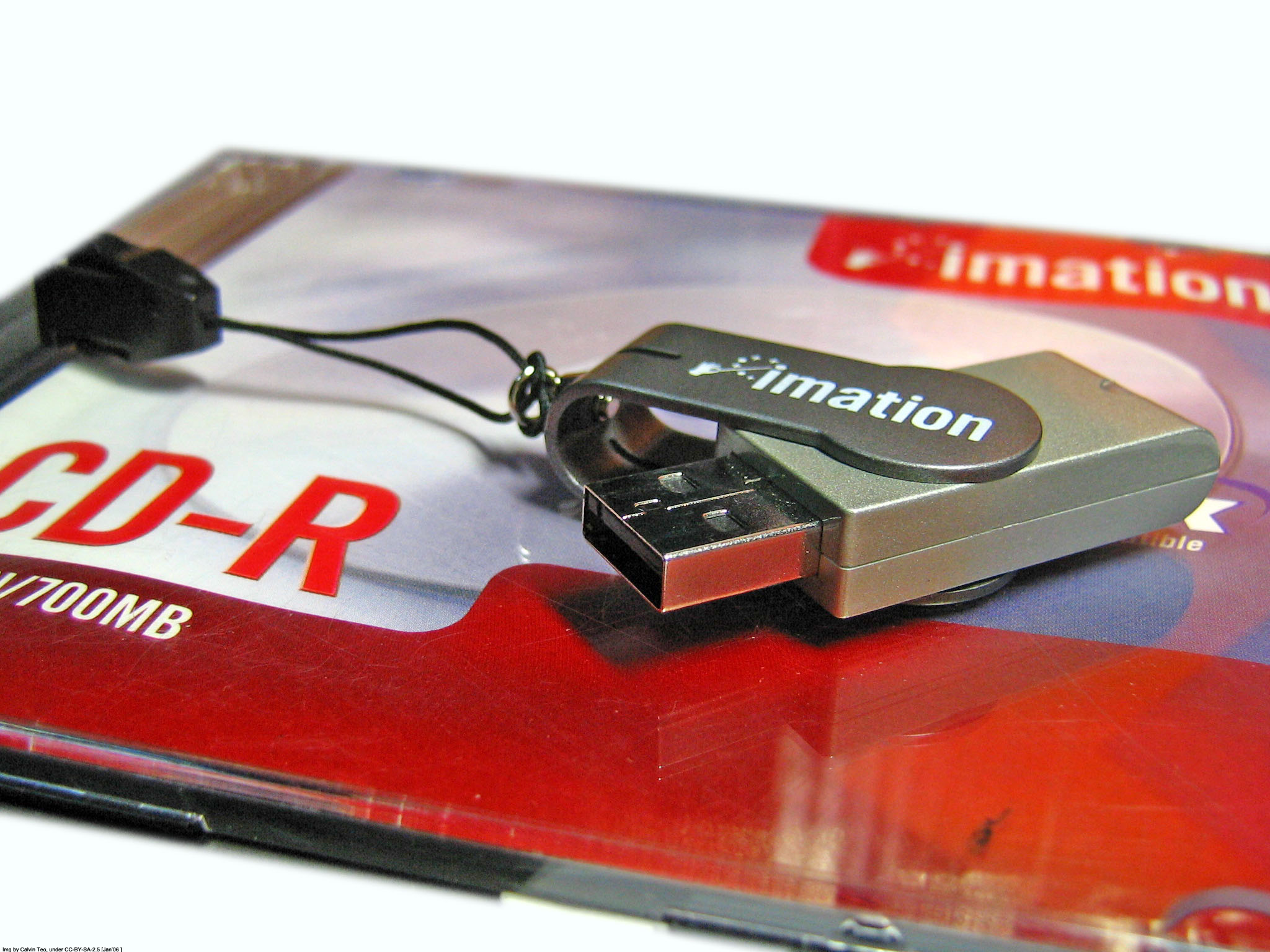
Płyta CD-R oraz pamięć USB firmy Imation.

Od dłuższego czasu przedsiębiorstwo bardzo prężnie działa w segmencie zarządzania marką. W styczniu 2006 nabyło od Hanny Holdings (Hongkong) za 330 mln usd markę Memorex, a w lutym 2007 podpisało długoterminową umowę licencyjną dotyczącą marki firmy TDK – TDK Life on Record (nośniki cyfrowe). Połączenie marek Imation, Memorex oraz TDK Life on Record dało przedsiębiorstwu z Minnesoty pozycję lidera na globalnym rynku sprzedaży płyt CD-R oraz DVD. Imation jest również światowym liderem na rynku pamięci flash.